# Abraham Cruzvillegas
Abraham Cruzvillegas (Ciudad de México, 1968) es un artista conceptual mexicano que vive y trabaja en México. Su trabajo se caracteriza por la utilización de materiales encontrados y la reutilización de objetos, en particular su proyecto llamado "Autoconstrucción". Su obra utiliza medios como la escultura, pintura, dibujo, instalación y video con la cual Cruzvillegas revela un compromiso con el mundo material que lo rodea además de interesarse en la construcción y transformación continua de identidades tanto personales como colectivas. Para sus esculturas el artista acumula objetos encontrados en las inmediaciones del lugar donde va a crear la pieza y los reorganiza aleatoriamente en piezas escultóricas que desafían los cánones tradicionales de la creación artística.
En México es representado por la galería kurimanzutto.
Abraham Cruzvillegas es profesor de escultura en la École des Beaux Arts de París desde septiembre de 2018.

## Biografía
Cruzvillegas creció en Ajusco, un distrito al sur de la Ciudad de México. Estudió pedagogía en la Universidad Nacional Autónoma de México (UNAM). Más tarde fue profesor de Historia y Teoría del Arte en la misma universidad.
Cruzvillegas comenzó su carrera como escultor y escritor en una nueva ola de arte conceptual en la Ciudad de México durante las décadas de 1980 y 1990. Fue alumno de Gabriel Orozco entre 1987 y 1991, y ha sido señalado como la principal influencia en la obra de Cruzvillegas. Junto con Orozco, Damian Ortega, Dr. Lakra, y Minerva Cuevas, se considera a Cruzvillegas como parte de un nuevo movimiento en arte latinoamericano (comparado con el auge YBA en Gran Bretaña durante la década de 1980 o el movimiento modernista de la década de 1920)
Junto con Gabriel Kuri, Dr. Lakra y Orozco,  participó en "Taller de los Viernes", una reunión semanal la que los artistas se conocían y colaboraban en proyectos.  Como explicó Cruzvillegas en el catálogo de la exposición Escultura Social: Una Generación Nueva de Arte de Ciudad de México (2007): "aprendimos juntos a hablar, criticar, y transformar nuestro trabajo individualmente, sin programas, calificaciones, exámenes, diplomas o represalias. No pretendíamos hacernos conocidos, preparar un espectáculo, ir en contra de la corriente, hacernos presentes como grupo, o incluso trabajar… ésta era mi educación".  Esto llevó a la creación del espacio "Temistocles 44" en la década de 1990, fundado por Eduardo Abaroa y Cruzvillegas.

## Trabajos y exposiciones
Las obras de Cruzvillegas se han presentado en diversas ciudades de México, América y Europa. Algunos elementos del proyecto Autoconstrucción fueron expuestos en el Tate Modern en marzo de 2012, en el Museo de Arte Moderno de Oxford en 2011, en el Walker Art Center en 2013, y en el Haus der Kunst, Múnich en 2014. Su obra está en resguardo en varias colecciones, incluyendo al Tate Modern, Londres y el MoMA, Nueva York. Cruzvillegas ha expuesto sus obras en exposiciones individuales y grupales en varias galerías de Europa, América del Sur y Estados Unidos.  En 1994, su obra fue presentada en la quinta Bienal de La Habana; en 2002 en la XXV Bienal de São Paulo; en 2003 en la Quincuagésima Bienal de Venecia; en 2005 en la primera Bienal de Torino; en 2008 en la Bienal de Cali, en Colombia; en la Décima Bienal de La Habana, y la Séptima Bienal do Mercosul en Portoalegre. Su trabajo también ha sido expuesto en el New Museum en la Ciudad de Nueva York.  Cruzvillegas Participó en ROUNDTABLE: La novena Bienal de Gwangju, la cual tuvo lugar de septiembre a noviembre de 2012 en Gwangju, Corea del Sur.  En agosto de 2012,  se anunció a Cruzvillegas como el ganador del quinto Premio anual de Yanghuyn. En 2013, presentó la exposición Autodestrucción 2 en el Museo Experimental El Eco. En 2014,  fue el tema  de una exposición conjunta entre la Colección Júmex y el Museo Amparo.

### autoconstrucción
En 2007, Cruzvillegas comenzó una serie de obras llamada autoconstrucción. De acuerdo con Chris Sharp en la revista ArtReview, 

"autoconstrucción ha sido capaz de manifestarse en [...] muchas facetas, sitios y modos: desde esculturas autónomas pequeñas a grandes instalaciones escultórico-arquitectónicas; desde colaboraciones musicales móviles a una película de una hora, incluso una obra de teatro. Autoconstrucción es la multiplicidad encarnada. De hecho, el término podría usarse para designar más de un espíritu y una ética que, digamos, una estética dominada por la teoría."

 Declara en Art:21, “A veces, solamente juego con los materiales, encuentro combinaciones, tomo cualquier cosa que esté a la mano [...] las cosas hablan, [e] intento encontrar un equilibrio entre ellos”.
Desde 2012, el proyecto fue acompañado por obras alrededor del tema de la "autodestrucción",  Cruzvillegas explicó que, a través de las obras de autodestrucción  "[quería] mostrar cómo el 'internacionalismo' o 'el estilo' es algo  que debe ser apropiado, personalizado, modificado, adaptado e incluso destruido, según las necesidades específicas, locales, individuales, subjetivas."

### Empty lot
En 2015, Cruzvillegas aceptó una comisión del Tate Modern; su obra, Empty lot (Lote baldío) estuvo en exhibición entre el 13 de octubre de 2015 y el 3 de abril de 2016. La obra consta de 240 parcelas triangulares de madera bordeadas con marcos de madera, llenos con 23 toneladas de tierra recogida de distintos jardines y parques de Londres (incluyendo Hackney Marshes, Peckham Rye, el Museo Horniman y el Palacio de Buckingham).  Toda la obra está alzada sobre dos plataformas en andamios triangulares, debajo de luz creciente, y acompañadas de otras esculturas más pequeñas.  En una entrevista con The Independient, declaró, 

La historia de la humanidad está basada en el movimiento, la transformación, y la esperanza [pero] poseer un lote de tierra que es tuyo y para tu familia es la esperanza principal  de todo el mundo – tener un refugio, tener un terreno. Esta idea de esperanza es la que quiero tratar para la Turbine Hall.

  En su reseña para el Financial Times, Rachel Spence comparó los triángulos ordenados con El Lissitzky y la obra en general con New York Earth Room de Walter De Maria, declarando que 

"El resultado es una obra de arte  que funciona en más niveles que The Shard: como proceso, como performance, como política y como espectáculo. Cruzvillegas dice  que espera que esté en algún lugar “donde algo pueda crecer de la nada”. Como un Beckett de dedos verdes, su filosofía de menos-es-más lo hace un vidente de nuestros tiempos.

 Escribiendo para el Daily Telegraph, Mark Hudson notó la influencia de "los domos geodésicos de Buckminster Fuller y los jardines estructurados en red de los aztecas" y afirmó que "como una pieza de una escultura gigante, 'Empty Lot' es una de las comisiones de la Turbine Hall más dinámicas y emocionantes. Se siente suspendido en una isla geométrica perfectamente situada en el espacio inmenso." Jonathan Jones escribió en The Guardian, llamándola "floja y complaciente, como si no le molestara el reto poco interesada en ganarse una audiencia", una pieza de arte "sin poder estético y poco preciosa para pensar", la seleccionó como su "peor" instalación en la serie de Turbine Hall.

## Recepción e influencias
Para la Bienal de São Paulo de 2002, Cruzvillegas escribió: "En cualquier forma en la que el arte se hace evidente, debe quedar, por encima de todo, la materia prima en todos sus estados naturales, inestables, físicos, caóticos y cristalinos: sólido, líquido, coloidal y gaseoso. Es la alegría de la energía En una reseña del show de Cruzvillegas en 2003 para el New York Times, Holland Cotter escribió, "En toda la obra del señor Cruzvillegas poco se habla pero mucho se dice".
En una monografía de Cruzvillegas en la revista Frieze de 2006, Tom Morton discute una obra sin título de 1993 que recuerda a Rueda de bicicleta de Marcel Duchamp (1913), aunque los soportes de la rueda han sido reemplazados have been replaced "por un panel circular en el que su padre, ahora un académico, alguna vez pintó un ramo de claveles rojos". Morton afirma que "al juntar el trabajo de estos dos hombres Cruzvillegas no sólo expande la noción de 'influencia' para que incluya los micro-temas del contexto doméstico específico y los macrotemas de la historia del arte, pero también pone en tela de juicio la pureza del ready-made – que es decir, su inconsecuencialidad, su objeto-vidad muda"
Chris Sharp escribió en Art Review de enero de 2013 que "sus obras a menudo se unen por una sensibilidad formal identificable, cuya estética predominante de arte encontrado o de material pobre le debe tanto a Robert Rauschenberg, David Hammons y Jimmie Durham como a Gabriel Orozco. La diferencia entre ellos y Cruzvillegas es la programa altamente personal, específica e inherentemente primigenia al cual se adhiere su universo material y cultural." 
Niamh Coglane escribió sobre Cruzvillegas en la revista Aesthetica de febrero de 2013 y notó que "Trabajos como Aeropuerto Alterno (2002), A.C. Móvil (2008) o Sin título / Untitled (1999), que referencia directamente a Rueda de bicicleta de Marcel Duchamp, exhibiendo un fuerte elemento Duchampiano, no sólo por su estética sino por elementos apropiativos", y establece que "Cruzvillegas hace con materiales lo que Marcel Broodthaers y René Magritte hicieron con palabras y lingüística. También Gareth Harris escribió en  The Art Newspaper de enero de 2014 que "con su vasto rango de ensambles escultóricos construidos meticulosamente con objetos encontrados, el artista mexicano Abraham Cruzvillegas ha sido nombrado el equivalente del Marcel Duchamp en el siglo xxi" 
En 2014 se transmitió un perfil de Cruzvillegas en el tercer episodio de la séptima temporada de Art:21, programa de arte contemporáneo de la  PBS.
Cruzvillegas dijo acerca de Gustav Metzger "[su] posición como activista y artista ha sido una gran inspiración para mí".

## Residencias
- 2005: Residencia en Atelier Calder, Saché, Francia
- 2006: Premio Altadis de Arte Contemporáneo, Francia-España
- 2006-2007: Residencia en la Fundación Brownstone, París
- 2007: Residencia en la Fundación Civitella Ranieri, Umbria, Italia[23]
- 2008: Fellowship en el Instituto Smithsoniano, Washington D. C.
- 2008: Residencia en Cove Park/CCA, Glasgow, Escocia
- 2009: Residencia en el Instituto Wattis/CCA, San Francisco
- 2010-2011:Programa de Residencia de Artistas DAAD en Berlín